# 瓦西里·巴卡洛夫
瓦西里·伊万诺维奇·巴卡洛夫（俄語：Василий Иванович Бакалов，1929年4月18日—2020年1月25日），苏联工程师，武器设计师。

## 生平
1929年4月18日生于苏联中央黑土州波德戈连斯基区谢梅伊卡村。年轻时在俄罗斯水域救援协会工作，这是一个负责维护水域安全的志愿者组织。1941年，苏德战争爆发后，他和同事们被召集起来，负责乘船运送军事人员和平民，并保护大家的安全。巴卡洛夫在战争期间曾就读于第四医疗部队附属特别学校。1945年8月毕业后，进入苏联水下特别探险队工作，任工程师，打捞在战争中沉没的船只。1948年，进入阿拉木图电气工程学院学习，毕业后又进入列宁格勒电子通讯技术学院深造。曾在布琼尼军事通信学院担任实验室助理研究员。
1957年8月，和妻子赴图拉工作，在第14中央设计局担任工程师。当时，设计局正在筹建一个负责开发火箭弹的新部门，这正是他擅长的领域。1960年，巴卡洛夫成为该部门实验室负责人，1961年成为该部设计室负责人，1968年晋升第14中央设计局第一副局长兼首席设计师，然后又升任首席工程师。这段时期，他主要负责反坦克导弹的研制工作，具体包括9M113、9K115-2麦士蒂索人-M反坦克导弹、9K116指節套環反坦克導彈和9M119反坦克導彈，以及2K25红土地、2K22通古斯反坦克炮弹。
1978年11月，巴卡洛夫被任命为运动与狩猎武器中央研究设计局局长兼首席设计师，1997年9月退休。这段时期，他主要负责“鸫”主动防护系统的开发工作。
2009年8月，获图拉市荣誉市民称号。2020年1月25日去世，享年90岁。

## 图集

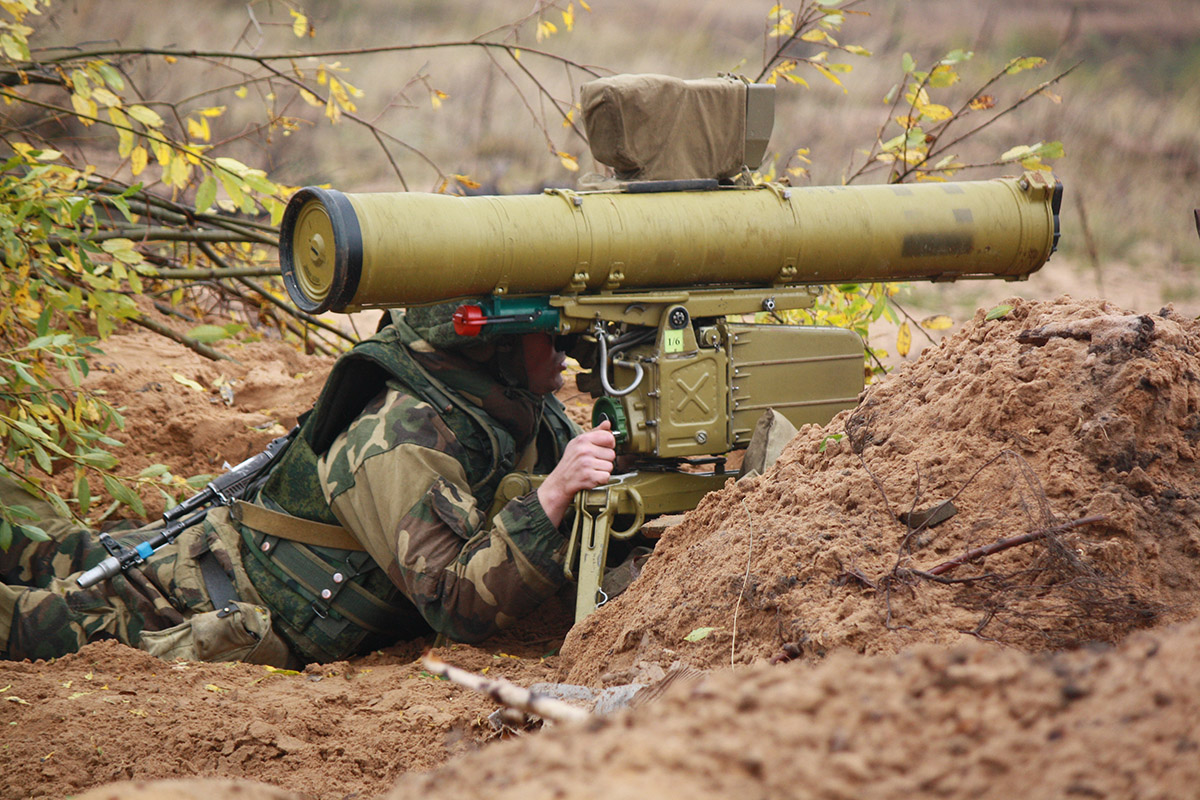
9M113反坦克导弹
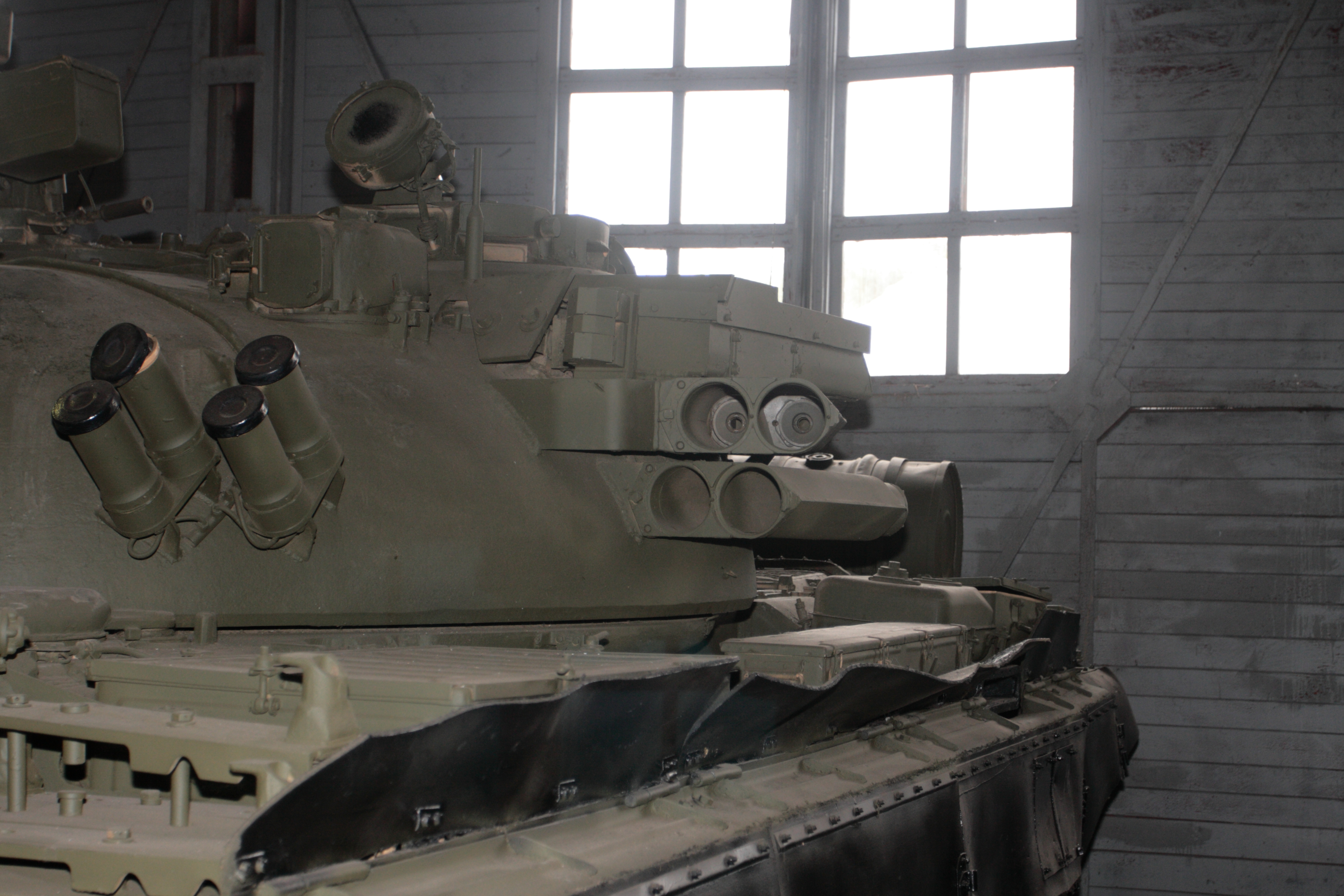
配备“鸫”主动防护系统的T-55AD中型坦克